# Bethelium spinicorne
Bethelium spinicorne là một loài bọ cánh cứng trong họ Cerambycidae.